# Haltérophilie aux Jeux méditerranéens de 2013
Navigation
Édition 2009 Édition 2018
Les compétitions d’haltérophilie des Jeux méditerranéens 2013 ont lieu du 21 au 26 juin 2013.

## Tableau des médailles
| Rang | Nation  | Or | Argent | Bronze | Total |
| ---- | ------- | -- | ------ | ------ | ----- |
| 1    | Égypte  | 10 | 9      | 7      | 26    |
| 2    | Turquie | 6  | 7      | 1      | 14    |
| 3    | Tunisie | 3  | 5      | 4      | 12    |
| 4    | Albanie | 3  | 1      | 4      | 8     |
| 5    | Italie  | 2  | 2      | 2      | 6     |
| 6    | Espagne | 2  | 1      | 3      | 6     |
| 7    | Grèce   | 2  | 0      | 2      | 4     |
| 8    | Syrie   | 0  | 2      | 0      | 2     |
| 9    | France  | 0  | 1      | 4      | 5     |
| 10   | Algérie | 0  | 0      | 1      | 1     |
|      | Total   | 28 | 28     | 28     | 84    |

## Médaillés

### Hommes
| Event       | Or                       | Argent                  | Bronze                     |       |       |
| 56 kg       | 56 kg                    | 56 kg                   | 56 kg                      | 56 kg | 56 kg |
| ----------- | ------------------------ | ----------------------- | -------------------------- | ----- | ----- |
| Arraché     | Khalil El Maaoui 115 kg  | Mirco Scarantino 108 kg | Michael S Martinez 107 kg  |       |       |
| Épaulé-jeté | Khalil El Maaoui 142 kg  | Mirco Scarantino 139 kg | Michael Di Giusto 136 kg   |       |       |
| 62 kg       |                          |                         |                            |       |       |
| Arraché     | Bünyamin Sezer 135 kg    | Ahmed Saad 131 kg       | Kevin Caesemacker 119 kg   |       |       |
| Épaulé-jeté | Ahmed Saad 156 kg        | Bünyamin Sezer 151 kg   | Kevin Caesemacker 147 kg   |       |       |
| 69 kg       |                          |                         |                            |       |       |
| Arraché     | Daniel Godelli 151 kg    | Karem Ben Hnia 138 kg   | Briken Calja 138 kg        |       |       |
| Épaulé-jeté | Daniel Godelli 174 kg    | Karem Ben Hnia 173 kg   | Briken Calja 170 kg        |       |       |
| 77 kg       |                          |                         |                            |       |       |
| Arraché     | Ramzi Bahloul 157 kg     | Semih Yağcı 151 kg      | Mohamed Sultan 150 kg      |       |       |
| Épaulé-jeté | Ibrahim Abdelbaki 195 kg | Ramzi Bahloul 195 kg    | Mohamed Sultan 188 kg      |       |       |
| 85 kg       |                          |                         |                            |       |       |
| Arraché     | Tarek Abdelazim 157 kg   | Giovanni Bardis 157 kg  | Theodoros Iakovidis 156 kg |       |       |
| Épaulé-jeté | Tarek Abdelazim 203 kg   | Nezir Sağır 193 kg      | Theodoros Iakovidis 190 kg |       |       |
| 94 kg       |                          |                         |                            |       |       |
| Arraché     | Ervis Tabaku 166 kg      | Ragab Abdelhay 163 kg   | Osama Khattab 161 kg       |       |       |
| Épaulé-jeté | Ragab Abdelhay 205 kg    | Osama Khattab 195 kg    | Ervis Tabaku 190 kg        |       |       |
| 105 kg      |                          |                         |                            |       |       |
| Arraché     | David Kavelasvili 173 kg | Ahed Jugheli 172 kg     | Walid Bidani 171 kg        |       |       |
| Épaulé-jeté | David Kavelasvili 215 kg | Ahed Jugheli 212 kg     | Gaber Mohamed 203 kg       |       |       |

### Femmes
| Event       | Or                          | Argent                     | Bronze                  |       |       |
| 48 kg       | 48 kg                       | 48 kg                      | 48 kg                   | 48 kg | 48 kg |
| ----------- | --------------------------- | -------------------------- | ----------------------- | ----- | ----- |
| Arraché     | Genny Pagliaro 79 kg        | Sibel Özkan Öz 78 kg       | Basma Ibrahim 74 kg     |       |       |
| Épaulé-jeté | Genny Pagliaro 100 kg       | Estefania Juan Tello 94 kg | Basma Ibrahim 92 kg     |       |       |
| 53 kg       |                             |                            |                         |       |       |
| Arraché     | Emine Sensoy 82 kg          | Aysegul Coban 82 kg        | Manon Lorentz 79 kg     |       |       |
| Épaulé-jeté | Aysegul Coban 110 kg        | Emine Sensoy 96 kg         | Manon Lorentz 95 kg     |       |       |
| 58 kg       |                             |                            |                         |       |       |
| Arraché     | Aylin Dasdelen 87 kg        | Esraa Ahmed 86 kg          | Nadia Hosni 75 kg       |       |       |
| Épaulé-jeté | Aylin Dasdelen 113 kg       | Esraa Ahmed 101 kg         | Nadia Hosni 100 kg      |       |       |
| 63 kg       |                             |                            |                         |       |       |
| Arraché     | Sibel Simsek 100 kg         | Romela Begaj 93 kg         | Sara Ahmed 92 kg        |       |       |
| Épaulé-jeté | Sara Ahmed 124 kg           | Sibel Simsek 121 kg        | Romela Begaj 117 kg     |       |       |
| 69 kg       |                             |                            |                         |       |       |
| Arraché     | Esmat Ahmed 106 kg          | Ghada Hassine 105 kg       | Sheila Ramos 95 kg      |       |       |
| Épaulé-jeté | Esmat Ahmed 126 kg          | Ghada Hassine 122 kg       | Sheila Ramos 121 kg     |       |       |
| 75 kg       |                             |                            |                         |       |       |
| Arraché     | Lidia Valentin Perez 120 kg | Abir Khalil 120 kg         | Carlotta Brunelli 91 kg |       |       |
| Épaulé-jeté | Lidia Valentin Perez 145 kg | Abir Khalil 141 kg         | Figen Kaya 108 kg       |       |       |
| +75 kg      |                             |                            |                         |       |       |
| Arraché     | Shaima Haridy Khalaf 110 kg | Halima Abbas 110 kg        | Marwa Jlassi 91 kg      |       |       |
| Épaulé-jeté | Shaima Haridy Khalaf 135 kg | Halima Abbas 132 kg        | Marwa Jlassi 131 kg     |       |       |